# Würm (Pforzheim)
Würm is een stadsdeel van Pforzheim in de Duitse deelstaat Baden-Württemberg en telt ongeveer 2800 inwoners. Het ligt op circa 5 km van Pforzheim aan het riviertje de Würm. Sinds 1 september 1971 is Würm een stadsdeel van Pforzheim.